# Ото Лого
Ото Лого (Београд, 15. август 1931 — Београд, 4. јануар 2016) био је српски вајар.

## Биографија
Рођен је 15. августа 1931. године у Београду. У Суботици је завршио гимназију, а затим је завршио Академију примењених уметности у Београду, на вајарском одсеку. Остао је да живи и ради у Београду.
Био је члан УЛУС-а од 1955. године. Један је од десет уметника који су излагали на првом Октобарском салону 1960 године.
Године 2007. добио је националну пензију.
Преминуо је у Београду 4. јануара 2016. године у својој осамдесет петој години. Сахрањен је у Алеји заслужних грађана на Новом гробљу у Београду.

## Изложбе
Излагао је на великом броју колективних изложби у земљи и иностранству. Приредио је самосталне изложбе у следећим градовима:
Београд, Париз, Венеција, Скопље, Сарајево, Лијеж, Брисел, Ниш, Цирих, Манхајм, Њујорк, Лондон, Загреб, Дубровник, Аранђеловац, Нови Сад, Струга, Охрид, Земун, Мионица.
Самостално је излагао скулптуру и графику у Београду 1957, 1959. и 1962. године. Излагао је на изложбама:
- „Савремена српска графика“, Нови Сад, 1959.
- III и IV „Међународна изложба графике“, Љубљана.
- I и II „Изложба југословенске графике“, Загреб.
- Изложбе „Савремена југословенска графика“ у Венецији, Торину, Милану, Риму, Токију и Куби.
- Изложба „Савремена српска уметност“, Загреб, 1963.[9]

После вишегодишње паузе Ото Лого је излагао својих девет експоната на групној изложби „Fashion Avenue Art“, у Ауди салону, у Београду, 27. маја 2008. године. Такође је излагао у „Галерији '73“ на групној изложби под називом „Хроника ликовне Сремчице“, од 26. августа до 4. септембра 2008. године.
Фебруара 2023. године поводом 55 година од прве самосталне изложбе Лога у Галерији „Графички колектив” била су представљене графике и цртежи из његовог опуса.

## Дела
Ото Лого је аутор великог броја скулптура, биста и споменика. О броју својих радова каже:
„Направио сам 1.215 скулптура, а од тога више од 500 биста. Урадио сам 32 јавно постављена споменика.“ .

### Дела у Србији
- Споменик палим борцима, Ковачица, 1954.
- Биста Луја Пастера, Суботица, 1965.
- Биста Андрије Штампара, Суботица, 1966.
- Споменик „Шкољка“, Аранђеловац, 1966.
- Биста Лудвика Хирцфелда, Суботица, 1967.
- Биста Милана Јовановића Батута, Суботица, 1968.
- Биста Едварда Џенера, Суботица, 1968.
- Споменик Драгојлу Дудићу, Ваљево, 1971.
- Споменик Тополивцу, Крагујевац, 1977.
- Споменик „Прозивка“ или „СНОП“, Суботица, 1977.[а]
- Споменик Бранку Крсмановићу, Параћин, 1981.[б]
- Споменик љишкој борби 1941. године, Љиг, 1981.
- Споменик палим борцима НОР-а, Обреновац, 1983.
- Споменик Ивану Сарићу, Суботица, 1984.
- Споменик бојничким жртвама 1942. године, Бојник, 1984.
- Споменик народном хероју Душану Јерковићу, Бајина Башта, 1987.
- Споменик Живојину Мишићу, Мионица, 1988.
- Споменик ратницима ослободилачких ратова 1912-1918. године, Александровац, 1990.
- Споменик Јовану Цвијићу, Београд, 1994.[5][16]

У Спомен-музеју „21. октобар“ су 1975. године постављене две скулптуре од поцинкованог лима, једна наспрам друге, аутора Ота Лога: „Продор ка истоку“, скулптура орла, који симболизује немачку војну силу на почетку рата и „Смрт мастодонта“, скулптуру која преставља птицу која се претвара у безобличну масу метала симболизујући тиме слом фашистичког покрета.
- Обликовао је „Велику златну плакету - војвода Живојин Мишић“.[18]

### Дела у иностранству
- Споменик Марку Миљанову, Подгорица.
- Споменик Вељку Влаховићу, Колашин.
- Споменик прве смотре ваздухопловних јединица 1944. године, Вис.
- Споменик Хабибу Бургиби, Тунис.[5][19]

## Награде
- I награда на југословенском конкурсу за златну значку „Стеријиног позорја“, Нови Сад, 1958.
- Награда за графику „Златна игла“ УЛУС-а, Београд, 1961.
- I награда за скулптуру на VI октобарском салону, Београд, 1965.
- I награда за скулптуру, Београд, 1966.
- Октобарска награда града Београда, 1967.
- Награда за скулптуру „Златно длето“ УЛУС-а, Београд, 1974.
- I награда на II бијеналу мале пластике, Мурска Собота, 1975.
- I награда на позивном конкурсу за споменик председнику Републике Тунис Хабибу Бургиби, Тунис, 1975.
- I награда на изложби „НОБ у делима ликовних уметника Југославије“, Београд, 1976.
- Орден „Великог официра“ за културне заслуге, Тунис, 1977.
- I награда на конкурсу за споменик војводи Живојину Мишићу, Мионица, 1987.
- I награда на конкурсу за споменик Марку Миљанову, Подгорица, 2001.[5]

## Галерија
- Живојин Мишић, Мионица
- Јован Цвијић, Београд
- Бранко Крсмановић, Параћин
- Иван Сарић, Суботица
- Споменик љишкој борби 1941. године, Љиг
- Марко Миљанов, Подгорица
- Споменик бојничким жртвама 1942, Бојник